# 圧縮性流れ
圧縮性流れ（あっしゅくせいながれ、英語: compressible flow）とは、流体力学における、密度が圧力の変化に応じて変化する流体である。縮む流体、圧縮流とも呼ばれる。圧縮性は特に気体で顕著に現れるため、圧縮性流れを扱う分野は気体力学、高速空気力学とも呼ばれる。
逆に密度が圧力によって変化しない流れを非圧縮性流れという。圧縮性流れと非圧縮性流れの最も顕著な違いは、圧縮性流れモデルは衝撃波とチョーク流れの存在を可能にすることである。

## 定義
圧縮性流れは、密度が大きく変動する流体の挙動を説明する。密度が大幅に変化しない場合、流れの解析は密度が一定と仮定することによって大幅に簡略化することができる。これは、非圧縮性流れの理論につながる理想化である。しかし、（特に高い速度をもつ）気体や、大きな圧力変化や密度変動が起こる液体（水撃作用など）を扱う場合、正確な結果を求めたいならば、圧縮性流れとして解析するべきである。
密度変化を解析することを可能にするためには変数を追加する必要がある。非圧縮性流れが質量保存則と運動量保存則のみを考慮すれば解けるのと対照的に、圧縮性流れの解析には通常はエネルギー保存則が含まれる。しかし、完全に流れを説明するために、新たな変数（温度）と方程式（理想気体の状態方程式など）を導入し、他の熱力学的変数に関連させる必要がある。
圧縮性流れが何を意味するのかを定義するとき、密度をよどみ点密度（等エントロピー的に減速し定常状態になったときの流体の密度）ρ0 のような基準値と比較すると便利である。一般的な経験則として、よどみ点密度に対する密度の相対変化が5％以上であれば、圧縮性流れとして解析するべきである。比熱比 1.4 の理想気体に対して、これはマッハ数が約0.3より大きいことに相当する。この値を下回っても、扱っているケースか圧縮として扱われるべきであるか、または非圧縮かどうかは、主に必要とされる精度のレベルに依存する。

## 圧縮性流れの現象
圧縮性によって発生する最も特徴的な現象は、チョーク流れの可能性（#内部流れを参照）と、音響波（圧力の増加または減少につながるかどうかに応じて、圧縮波または膨張波と呼ばれることもある）の存在である。

### 衝撃波
衝撃波は圧縮性流れ現象の最も典型的な例である。衝撃波は熱力学的性質の不連続変化によって特徴付けられる。1次元流れでは、衝撃波は圧縮波の列が合体したとき、または異なる圧力をもつ2つの領域を隔てる膜が突然除去されたときに形成される。これは多くの場合、衝撃波管で衝撃波を生成するために使用される技術である（#衝撃波管を参照）。
2次元および3次元の超音速流では、斜め衝撃波は、流れの方向の変化の結果として生じる。これらの衝撃波の古典的な例は、超音速航空機の先端から離れて形成されるものである。

## 空気力学
空気力学は流体力学や気体力学の一分野であり、主に物体上の空気が発揮する力を得ることに関係している。マッハ数が約0.3よりも大きい場合、密度変化は重要であり、現象を正確に表現するために圧縮性を考慮すべきである。

### 亜音速の空気力学
圧縮性流れの理論の複雑さのために、最初は非圧縮性流れと仮定して特性を計算し、補正係数を用いて実際の流量特性を得る方が簡単であることがある。いくつかの補正係数が存在し、それらには複雑さと正確さの程度の差がある。

#### プラントル・グロワート変換
プラントル・グロワート変換は圧縮性非粘性流に関するポテンシャル方程式を線形化することによって見出された。プラントル・グロワート変換（またはプラントル・グロワート則、プラントル・グロワート・アッカレット則（Prandtl-Glauert-Ackeret rule））は異なるマッハ数で発生する空力プロセスの比較を可能にする近似関数である。このような流れの線形化された圧力は非圧縮性流れの理論で得られるものに補正係数を乗じたものと同等であったことが見出された。この補正係数は以下で与えられる。
{\displaystyle c_{p}={\frac {c_{p0}}{\sqrt {1-M^{2}}}}}
ここで
- cp ：圧縮性の圧力係数
- cp0 ：非圧縮性の圧力係数
- M ：マッハ数

である。
この補正は、2次元流れにおいて正しい。一般的な3次元流れの場合、物理的な圧力係数と抗力を得るためには、形状に完全なプラントル・グロワート変換を適用し、ゴサート則を適用する必要がある。
2次元のプラントル・グロワート変換、または一般的な3次元のゴサート則は、典型的には2次元翼型ならマッハ数が0.7以下の、遷音速流れが現れ始めるまでならうまく機能する。

#### カルマン・ツィン補正係数
カルマン・ツィン変換（Karman-Tsien transformation）は、圧縮性非粘性流の圧力係数を求めるための、非線形の補正係数である。これは経験的に導かれた補正係数であり、わずかに流体の圧力の大きさを過大評価する傾向がある。この補正係数を採用するためには、非圧縮非粘性流体圧力は既に分かっている必要がある。
{\displaystyle c_{p}={\frac {c_{p0}}{{\sqrt {1-M^{2}}}+{\frac {c_{p0}}{2}}{\frac {M^{2}}{1+{\sqrt {1-M^{2}}}}}}}}
記号の意味は上と同じである。
プラントル・グロワート変換と同様に、これは2次元流れで、遷音速流れが現れ始めるときまでに限り適用できる。

### 超音速の空気力学
亜音速の場合と同様に、圧縮補正係数は支配方程式を線形化することによって導出することができる。超音速補正係数はプラントル・グロワート変換に似ているが、平方根の中の項が逆になっている。
{\displaystyle c_{p}={\frac {c_{p0}}{\sqrt {{M}^{2}-1}}}}
記号の意味は上と同じである。
この式もやはり、2次元流れにおいて正しい。これが妥当であるためにはまた、遷音速流が発生していないことが必要である。それには物体が十分に細身であり、主流マッハ数が十分に（通常1.3よりも）高いことが必要である。

### 遷音速の空気力学
遷音速流は、通常、マッハ数が0.8〜1.2の間の流れで発生する。この条件下では、流れは一部が超音速であり、他は亜音速になっている。この速度では、線形理論を利用して与えられる補正係数は、マッハ数1で発生する特異点のために利用できない。また、局所的な衝撃波の形成による重度の不安定性と、亜音速および超音速の両方の流れ（完全に異なる振る舞いをする）の存在によって、支配方程式の解はかなり難しいものになる。しかし、遷音速領域における圧縮性流れの解析は、後退翼とエリアルールの使用を含め、圧縮効果による抗力の増加を軽減するいくつかの開発につながっている。

## 内部流れ
流体の存在する領域が固体表面によって限定されている場合の流れを内部流れと呼ぶ。これにはたとえばパイプやダクトを通る流れなどがあり、工業および製造プロセスでしばしば発生する。また、推進システムの解析にも不可欠である。
一例としては、ダイカストや射出成形プロセスがある。このプロセスでは、空洞内に液体材料（射出成形用の熱硬化性プラスチックまたはダイカスト用の溶融金属など）を非常に高い圧力で注入する。空洞内にすでに存在する空気は非常に急速に変位し、ダイの設計において空気の混入の問題を回避しなければならない場合、圧縮率を考慮する必要がある。

### 面積変化の影響
圧縮性の流れは、ノズルの動作を決定する上で大きな役割を果たしている。断面積の変化に対して亜音速と超音速流とは異なる反応を示す。直径が流れの方向に狭まる先細ダクトを流れる亜音速流れは速度が増加するが、同一のダクトを通る超音速流の速度は低下する。一般に、先細ノズルを通る流れは常にマッハ 1 に向かう傾向がある。面積の縮小が音速に達するのに十分である場合は、チョーク（窒息）と呼ばれる現象が発生する。この場合、流れは窒息し、パイプに流入する流体の流量が制限されるか、最小面積の点（スロート）でのマッハ数が 1 に保たれるようにノズルに衝撃波が形成される。同様に、末広ノズルを通して音速流れは常に減速されるが、超音速流れは加速していく。流れのマッハ数と面積の関係は次式のようになる。
{\displaystyle {\frac {A}{A^{*}}}={\frac {1}{M}}\left[{\frac {1+\left({\frac {\gamma -1}{2}}\right)M^{2}}{\left({\frac {\gamma +1}{2}}\right)}}\right]^{\frac {\gamma +1}{2(\gamma -1)}}}
ここで
- A ：ノズルの中の点での面積
- M ：ノズルの中の点でのマッハ数
- γ：比熱比
- A* ：マッハ数が 1 になる面積（ノズルがチョークするところのスロートの面積）

したがって、亜音速流れを超音速まで加速するためには、ノズルは流れが亜音速である縮小部と、流速が局所音速に等しいスロート部と、そして超音速流になる拡大部を持つ必要がある。このような構成はラバール・ノズルと呼ばれ、一般にロケットエンジンや超音速ジェットエンジンなどの推進システムで使用されている。
音速は絶対温度の平方根に比例して変化するので、ガスが高温であるときマッハ 1 は非常に高速になる。したがって、ノズルのスロート部での到達速度は標準大気条件下での音速よりもはるかに高くなる。極超音速流れが要求され、さらに音速を上げるために推進剤の混合物が選ばれるロケット工学ではこの事実は広く利用されている。

### 摩擦の影響
摩擦は、圧縮性流れに対しては面積変化と同様の効果がある。断面積一定で壁が流れに対し摩擦を有するパイプでは、流速が音速に向かう傾向がある。言い換えれば、摩擦でパイプを通る亜音速流れは加速し、超音速流は減速する。パイプの長さが十分に長い場合、パイプが十分に長く、流れの速さがマッハ 1 になる場合、流れはチョークし、パイプを出る流れはマッハ 1 になる。ノズルと同様、これは入口の流量が制限されるか、またはパイプで衝撃波（超音速流の場合）が形成されるかのいずれかを介して実現される。理想気体の断熱流れについては、摩擦の効果はFanno流れ（Fanno flow）モデルを用いて計算することができる。一定の摩擦係数に対しては、モデルは次式で与えられる。
{\displaystyle \ 4{\frac {fL^{*}}{D_{h}}}={\frac {1-M^{2}}{\gamma M^{2}}}+{\frac {\gamma +1}{2\gamma }}\ln \left[{\frac {M^{2}}{{\frac {2}{\gamma +1}}\left(1+{\frac {\gamma -1}{2}}M^{2}\right)}}\right]}
ここでF はファニング摩擦係数、L*はチョーク流れになると考えられる点を通り過ぎるのに必要なパイプの長さ、Dh はパイプの水力直径である。

### 伝熱の影響
管内を流れる流体に熱を加えると、亜音速の場合は流れは加速し、超音速流の場合は逆に減速する。上述した摩擦および面積変化の場合と同様に、マッハ数 1 に到達するよりも多くの熱を加えると、流れはチョークする。
面積が変化しない管内の理想気体については、加熱の効果はレイリー流れモデルを用いて計算することができる。それはよどみ点温度の変化と共にマッハ数がどう変化するかを記述する。ある点のよどみ点温度とは、それが等エントロピー的に静止した場合に流体が到達する温度のことである。熱が系に加えられると、よどみ点温度は上昇する。レイリー流れは次式で与えられる。
{\displaystyle {\frac {T_{0}}{T_{0}^{*}}}={\frac {2\left(\gamma +1\right)M^{2}}{\left(1+\gamma M^{2}\right)^{2}}}\left(1+{\frac {\gamma -1}{2}}M^{2}\right)}
ただし、T0 とT0* はそれぞれ、考えている点と、マッハ数 1 である点でのよどみ点温度である。

## 衝撃波管
衝撃波管は、化学反応速度の測定に加えて、解離エネルギーと分子緩和率を測定し、衝撃波の挙動を調べるために使用されており、空気力学的試験にも使用されている。従動ガス（衝撃波の背後のガス）中の流れは、高温高圧状態を可能にする風洞としてよく使用され、ジェットエンジンのタービンセクション内の条件を再現する。ただし、テスト時間は、接触面または反射衝撃波のいずれかの到着によって、数ミリ秒に限定される。
さらに衝撃波管は、添加ノズルとダンプタンクと、ショックトンネルにも開発されている。得られた高温超音速流が宇宙船または極超音速航空機の大気圏再突入をシミュレートするために使用される。ただし、上述と同様、試験時間は制限される。

## 水類似
開水路など浅水中の流れは圧縮性流れに類似している。これは水類似と呼ばれる。次の仮定
- 比熱一定の完全気体の等エントロピー流れ（圧縮性流れ）
- 水深が波長に比べ極めて小さい（速度と加速度の延長方向成分が無視できる）場合の非粘性流れ（浅水流れ）

のもとで、圧縮性2次元非定常流れと浅水流れは類似の微分方程式により記述され、各物理量には表のような対応関係が成り立つ。
| 圧縮性流れ | 浅水流れ    |
| ---------- | ----------- |
| 速度       | 速度        |
| 音速       | 位相速度    |
| 密度、温度 | 水深z       |
| 圧力       | 1/2gz 2     |
| 比熱比     | 定数 2      |
| 気体定数   | g /2        |
| 定圧比熱   | 重力加速度g |
| 定積比熱   | g /2        |
| マッハ数   | フルード数  |

水類似は解析が困難な複雑な流れを定性的に理解するのに利用できる。伝播速度が速いためなどの理由で困難になる観測も、浅水流れにおける類似した過程を用いて調べることができる。
このことは1932年にリアブチンスキーによって明らかにされた。